# 阿部栄之助
阿部 栄之助（あべ えいのすけ、1880年8月1日 - 1954年4月26日）は、日本の郷土史研究家である。岐阜県の郷土史研究に従事。岐阜大学学芸学部講師。

## 経歴
長野県小県郡滋野村（現・東御市）に生まれる。長野師範学校在学中、小諸義塾の教師として赴任していた島崎藤村に英語を学ぶ。1908年、東京高等師範学校を卒業。東京高師では三宅米吉に師事。卒業後は、岐阜師範学校教諭となる。以後、岐阜県の歴史研究を志し、1915年「濃飛仏教史綱」（『岐阜県教育会雑誌』(途中から『岐阜県教育』に改題)に連載）を発表し、1923～1924年に『濃飛両国通史』（上下2冊）の大著を刊行。
1922年、岐阜県立恵那中学校（現在の岐阜県立恵那高等学校）が創設されると、初代校長に就任。その後、岐阜県立大垣中学校（現在の岐阜県立大垣北高等学校）に転任、退職して岐阜県教育会の主事となる。この間、『濃飛両国歴史年表』や『武儀郡史』などを完成させたが、戦災で焼失。戦後は、岐阜大学学芸学部講師をつとめた。